# Perjaya
Perjaya is een bestuurslaag in het regentschap Ogan Komering Ulu van de provincie Zuid-Sumatra, Indonesië. Perjaya telt 3428 inwoners (volkstelling 2010).